# قره تپه بابان
قره تپه بابان مربوط به سده‌های اولیه و میانه دوران‌های تاریخی پس از اسلام است و در شهرستان کبودرآهنگ، بخش مرکزی، دهستان حاجیلو، ۲/۵ کیلومتری شمال روستای بابان واقع شده و این اثر در تاریخ ۳۰ بهمن ۱۳۸۶ با شمارهٔ ثبت ۲۱۱۹۴ به‌عنوان یکی از آثار ملی ایران به ثبت رسیده است.